# Jardin Pauline-García-Viardot
Le jardin Pauline-García-Viardot est un square du 9e arrondissement de Paris.

## Situation et accès
Le jardin est accessible par le 26, rue Chaptal.
Il est desservi par la ligne 12 à la station de métro Saint-Georges.

## Origine du nom
Le site porte le nom de Pauline Viardot (1821-1910), cantatrice franco-espagnole.

## Historique
Le jardin a été nommé officiellement en avril 2021 par décision du Conseil de Paris et inauguré en juillet 2021 à l'occasion des festivités européennes autour du bicentenaire de l'artiste.